# Villefranche-d'Allier
Villefranche-d'Allier es una población y comuna francesa, situada en la región de Auvernia-Ródano-Alpes, departamento de Allier, en el distrito de Montluçon y cantón de Montmarault.

## Demografía
| 1415 | 1347 | 1273 | 1272 | 1360 | 1306 |
| Para los censos de 1962 a 1999 la población legal corresponde a la población sin duplicidades (Fuente: INSEE [Consultar]) |      |      |      |      |      |